# Marcus König (político)
Marcus König (Núremberg; 11 de octubre de 1980) es un político alemán perteneciente al partido Unión Social Cristiana de Baviera (CSU) y alcalde de Núremberg desde el 1.º de mayo de 2020. Está casado y tiene un hijo.
En 1998 culminó su formación escolar en la Escuela de Economía (Wirtschaftsschule) de la ciudad. Tras un año de estudios en la Escuela Superior Lothar von Faber, empezó su formación profesional como Especialista Bancario en el Dresdner Bank. Desde 2017 fue director de un Departamento del Commerzbank.
En mayo de 2008 König fue elegido como concejal por el partido Unión Social-Cristiana en la Municipalidad de Núremberg. Allí se integró a las Comisiones de Transporte, Deportes, Piscinas, Asistencia a los jóvenes, Asuntos educativos y asuntos sociales, entre otras.
EN 1994 König se integró a la Unión Juvenil del partido Unión Social-Cristiana. Es miembro de diversas asociaciones ciudadanas de los barrios St. Jobs, Erlenstegen, así como de la Asociación de Amigos de la Ciudad Antigua, la Sociedad para la cooperación entre cristianos y judíos, entre otras instituciones.
König fue elegido alcalde de Núremberg en las elecciones comunales de 2020, en las que obtuvo un 52,20% de los votos en segunda vuelta contra el socialdemócrata Thorsten Brehm. Sucedió a Ulrich Maly a partir del 1 de mayo del mismo año.